# トビー・ハス
トビー・ハス（Toby Huss、1966年12月9日 - ）は、アメリカ合衆国の俳優。

## 出演作品

### 映画
- 悪いことしましョ! (2000)
- ヒューマンネイチュア (2001)
- カントリー・ベアーズ (2002)
- 戦場からの脱出 (2007)
- アニマル・ウォーズ 森林帝国の逆襲 (2010)
- カウボーイ & エイリアン (2011)
- おとなの恋には嘘がある (2013) ピーター
- ロスト・エモーション (2015)
- ハロウィン (2018)
- アルファ・アンド・オメガ (2010) トラックストップ従業員
- インビテーション The Invitation (2015)
- ストレイ・ドッグ Destroyer (2018)
- フロントランナー (2018)
- L.A.コールドケース City of Lies (2018)
- ホース・ガール Horse Girl (2020)
- サイコハウス 血を誘う家 The Rental (2020)
- 炎のデス・ポリス Copshop (2021)
- ブロンド Blonde (2022)
- MaXXXine マキシーン MaXXXine (2024)

### テレビ
- キング・オブ・ザ・ヒル（1997-2010）
- カーニバル (2003-05) シーズン1&2
- ラリーのミッドライフ★クライシス (2007) シーズン6
- 30 ROCK/サーティー・ロック (2008) シーズン2
- ザ・リッチズ (2008) シーズン2
- クリミナル・マインド FBI行動分析課 (2010)
- CSI:科学捜査班 (2012) シーズン13
- New Normal おにゅ～な家族のカタチ (2012)
- ホルト・アンド・キャッチ・ファイア（英語版） (2014-2017) 4シーズン　メインキャスト:ジョン・ボスワーズ
- ディキンスン 〜若き女性詩人の憂鬱〜 Dickinson (2019-)